# 道の駅赤来高原
道の駅赤来高原（みちのえき あかぎこうげん）は、島根県飯石郡飯南町下赤名にある国道54号の道の駅である。

## 歴史
- 1996年（平成8年）8月5日 - 道の駅に登録される。
- 1997年（平成9年） - 3月27日 - 開駅。
- 2016年（平成28年）1月27日 - 広島県・島根県の国道54号沿線にある4つの道の駅（ゆめランド布野・赤来高原・頓原・掛合の里）が、「自動車道の開通により交通量が減少した国道54号沿線の4つの道の駅の相互連携による、地域の暮らしを持続的支える環境構築」を理由に、国土交通省により平成27年度重点「道の駅」に選定される[1]。

## 施設
- 駐車場：174台
  - 普通車：170台
  - 大型車：4台
  - 身障者用：1台
- トイレ
  - 男：大 6器・小 12器
  - 女：12器
  - 小児用（小）：1器
  - 身障者用：1器
- 公衆電話：2台
- レストラン「ローワン」
- 売店
- 休憩所（24H）
- 公園
- 情報コーナー
- ベビーベッド
- 運動場
- 郵便ポスト（来島郵便局）

## 休館日
- 年末年始
- 毎週水曜日（レストランのみ）

## アクセス
- 国道54号（国道184号重複） - 登録路線

## 周辺
- 赤来高原スキー場